# Performance (art)
 (août 2025).
Si vous disposez d'ouvrages ou d'articles de référence ou si vous connaissez des sites web de qualité traitant du thème abordé ici, merci de compléter l'article en donnant les références utiles à sa vérifiabilité et en les liant à la section « Notes et références ».
 (octobre 2024).
Pour les articles homonymes, voir Performance.

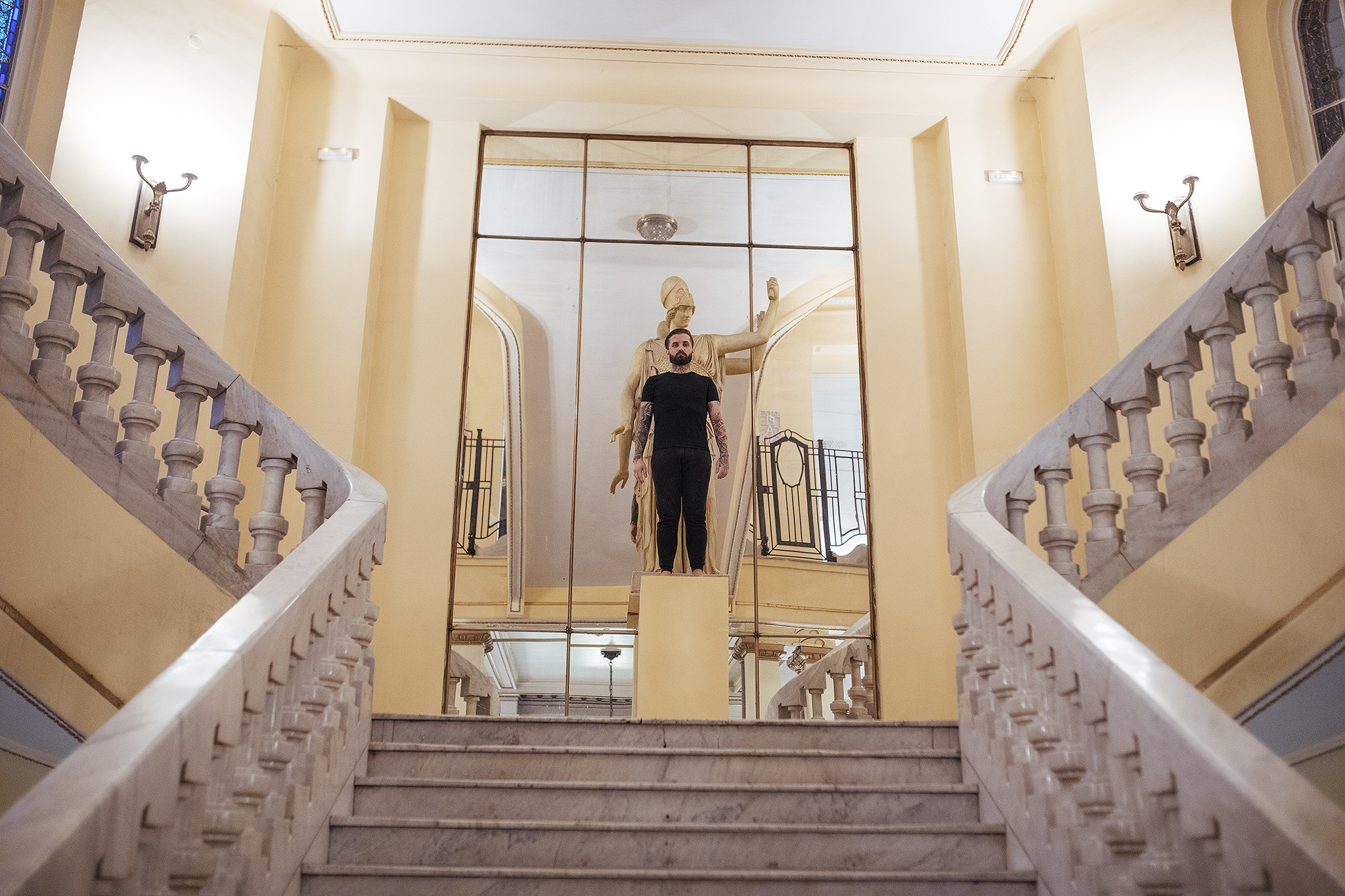
La mort de l'artiste (2018), par Abel Azcona, Círculo de Bellas Artes de Madrid.

Une performance est une œuvre d'art ou un échantillon artistique créé par des actions menées par l'artiste ou d'autres participants, qui peut être en direct, documenté, spontané ou écrit, présenté à un public dans un contexte de beaux-arts, et plus particulièrement en art contemporain. La performance est traditionnellement  interdisciplinaire. Autrement dit, c'est une présentation artistique orientée vers l'action éphémère d'un artiste ou d'un groupe.
Cette forme d'art remet en question la séparabilité de l'artiste et de l'œuvre ainsi que la forme marchande des œuvres d'art traditionnelles. La performance, également connue sous le nom d'art action ou action artistique, a été développée au fil des ans comme un genre à part entière dans lequel l'art est présenté en direct. C'est une pratique ayant un rôle important et fondamental dans l'art d'avant-garde tout au long du XXe siècle.
La performance implique quatre éléments fondamentaux : le temps, l'espace, le corps ou la présence de l'artiste dans un médium, et la relation entre le créateur et le public. Les actions, généralement réalisées dans des galeries d'art et des musées, peuvent avoir lieu dans la rue, dans tout type de cadre ou d'espace et pendant n'importe quelle période. L'objectif est de susciter une réaction, parfois à l'aide de l'improvisation et de la mise en scène artistique. Le thème est généralement lié aux processus de vie de l'artiste, au besoin de dénonciation ou de critique sociale et à un esprit de transformation. La performance peut n’être exécutée qu’une fois ou réitérée, s’appuyer ou non sur un scénario, être improvisée ou avoir fait l’objet de longues répétitions.
Le terme « performance » vient de l'expression anglaise « performance art », mais ne doit pas être confondu avec les « performing arts » qui regroupent plutôt l'ensemble des arts vivants. Influencé par Arthur Cravan, Antonin Artaud, Dada, l'Internationale Situationniste et l'Art conceptuel, le performance art a été de plus en plus formulé vers 1970 aux États-Unis par des artistes tels qu'Allan Kaprow comme une antithèse du théâtre et de plus en plus compris comme une forme d'art conceptuellement indépendante. Dans ce type d'« art performance », un événement artistique ne doit jamais être répété de la même manière et ne doit jamais avoir la structure d'une œuvre d'art performance.
Bien que les termes performance et art de la performance n'aient été largement utilisés que dans les années 1970, l'histoire de la performance dans les arts visuels remonte aux productions futuristes et aux cabarets dadaïstes remontant à la décennie 1910. Les principaux pionniers et pionnières de l'art de la performance sont des artistes tels que Carolee Schneemann, Marina Abramović, Ana Mendieta, Chris Burden, Hermann Nitsch, Joseph Beuys, Nam June Paik ou Vito Acconci, et les plus grands représentants actuellement sont des artistes tels que Tania Bruguera, Abel Azcona, Orlan, Tehching Hsieh, Marta Minujín ou Piotr Pavlenski. Cette discipline est clairement liée au « lieu », au mouvement Fluxus, à l'art corporel et, en général, à l'art conceptuel,.

## Présentation

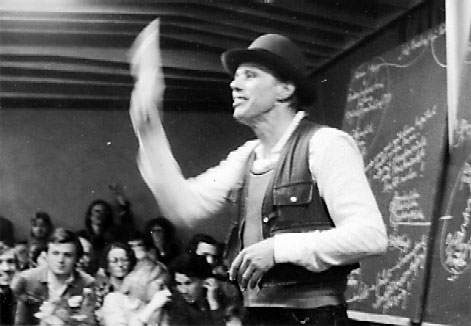
Performance de Joseph Beuys, 1978 :
« Jeder Mensch ein Künstler — Auf dem Weg zur Freiheitsgestalt des sozialen Organismus »
(« Chaque personne [est] un artiste — sur la voie de la forme libre de l'organisme social »).

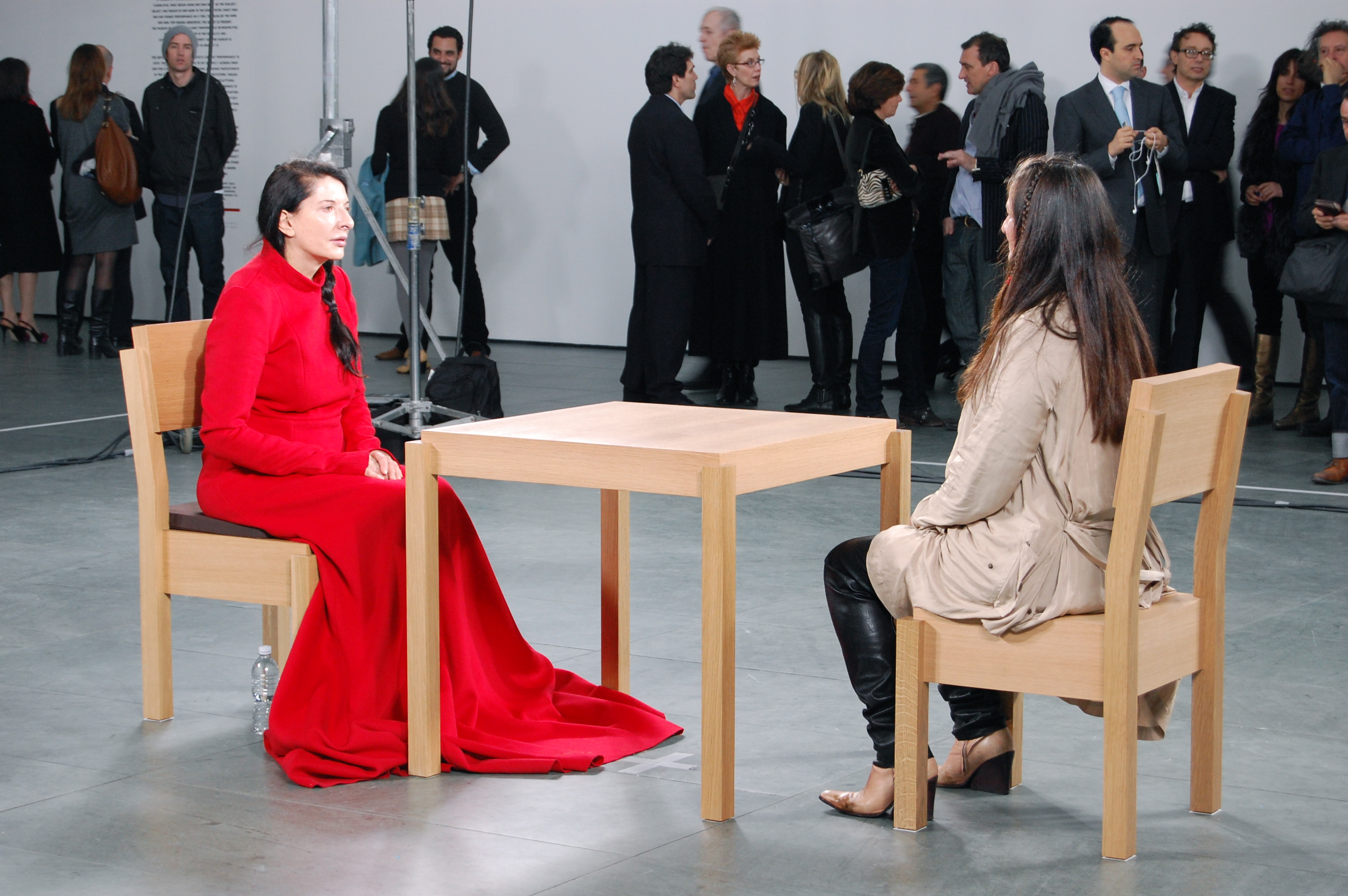
The Artist is Present (l'artiste est présente), une performance de Marina Abramović pour explorer les relations complexes entre une artiste et le public, au Museum of Modern Art de New York en mai 2010.

L'art performance est, par essence, un art éphémère et se distingue donc de la production d'objets en arts plastiques. Il est connu par ses traces : des photographies, le plus souvent, et parfois des films et des témoignages comme le souhaite l’artiste Tino Sehgal qui déclare que toutes ses pièces sont éphémères et survivent uniquement grâce à la mémoire des témoins.
Dans la tradition de l'art contemporain occidental, il existe plusieurs termes désignant des types de performances se rattachant à différentes traditions. La « performance concrète », est essentiellement une action artistique comportementale entreprise par des artistes face à un public ; la « manœuvre » active une tentative d'infiltration de l'environnement par l'artiste ; le happening ainsi nommé par Allan Kaprow et initié par John Cage ; la « poésie-action » (voir Poésie-performance), expression proposée par Julien Blaine et par Bernard Heidsieck, l'un des fondateurs de la poésie sonore, relève de la mise en situation d'une action impliquant le texte et la présence ; l’« art corporel » ou « body art » des années 1960 et 1970 définit une pratique où les limites du corps sont mises à l'épreuve dans un cadre artistique et où l'artiste vise à expérimenter et à faire partager une œuvre dans laquelle le corps est en déstabilisation. D'autres traditions artistiques proposent d'autres concepts de performance. Par exemple, dans la tradition de l'art contemporain Javanais, on propose dès les années 1990 le concept de « Jeprut », une action comportementale spontanée, sans durée prédéterminée et pouvant se dérouler sur une échelle temporelle inhabituelle.
Certaines performances empruntent parfois des éléments au langage théâtral. Mais leurs démonstrations, davantage fondées sur l'idée de processus, relèvent plus de situations fondées sur une structure de déroulement temporelle qu'au théâtre. Contrairement au théâtre où le temps est construit de manière purement fictionnelle, le temps et l'espace in situ constituent souvent les éléments essentiels de la pratique de l'art performance. Certaines performances utilisent également des éléments théâtraux en les détournant de leurs fonctions d'origine, s'inspirant du concept de distanciation brechtienne.
L'art performance peut trouver son origine dans tous les secteurs de l'art dont elle brouille les frontières et brouille les catégories, même s'il est évident que, suivant le contexte socioculturel où le terme « performance » est utilisé, il inclut - ou exclut - certaines disciplines artistiques. Elle peut aussi emprunter des éléments à l'art culinaire, la technologie, l'art populaire ou même quelquefois à des activités socio-économiques où le corps est utilisé à des fins marchandes (comme la microchirurgie chez Orlan, l'érotisme chez Cosey Fanni Tutti, etc.). Ainsi, une performance peut indifféremment se produire par un ou plusieurs médiums, médias ou même un média de masse.
La performance peut être un art du risque immédiat, présenté en public, d'ailleurs souvent en interaction avec les membres de celui-ci. « Elle est une carte, une écriture qui se déchiffre dans l’immédiat, dans le présent, dans la situation présente, une confrontation avec le spectateur ».
La performance découle la plupart du temps d'une composition, d'une partition, ou d'une quelconque autre « écriture préalable » (comme l'affirme O. Garcin) liées à la notion de formulation. Née dans un contexte de reproduction moderne de l'image, souvent éphémère et évanescente, elle remet en cause la notion de marchandisation de l'objet d'art tout en proposant des signes matériels qui sont aussi des œuvres appartenant à la catégorie des objets.
Dans un tel contexte, le problème de la représentation, pour les artistes de performance comme pour les amateurs d'art, s'avère important. La représentation, traduite sous la forme d'un « spectacle » comporte certains problèmes idéologiques que des artistes actifs en art action ont dénoncé dès les débuts (particulièrement parmi les futuristes et, plus tard, par les happenings d'Allan Kaprow, puis par les situationnistes, comme en témoignent certains passages de La Société du spectacle (livre) de Guy Debord). Ainsi tout un mouvement de l'art performance fait appel à la mise en place de situations visant à infiltrer le tissu social (voir par exemple, l'art sociologique). Avec l'apparition des « pratiques relationnelles » et de nouveaux outils de communication à la fin du XXe siècle, les artistes qui travaillent de cette manière se sont multipliés depuis les années 1990.
L'art performance rappelle que l'art n'a pas d'existence, comme toute production de l'esprit, sans l'existence de l'artiste lui-même : la vie. La notion de « réel » est alors en question grâce à la présence concrète de l’artiste et à la focalisation sur son corps.
La compréhension de la performance en tant qu'art s'est étendu en dehors des sphères artistiques par les « Performances Studies » développées par le metteur en scène américain Richard Schechner, l'historienne Barbara Kirshenblatt-Gimblett (en) et plusieurs autres personnes à leur suite. Le terme n'est jamais traduit par les spécialistes français, semble-t-il, et veut probablement dire "Études des performances", ou "Études des réalisations", ou autre. Que ça soit dans le sens d'exceller, ou dans le sens de s'investir dans un spectacle, dans un jeu ou dans un rituel, une performance est le résultat de quatre types d'action : être, faire, montrer ce faire, et expliquer ce faire. Ces verbes interagissent dans les processus aboutissant à la performance, aussi bien dans le travail d'un diplomate que dans celui d'une artiste. Étant un comportement qui se montre, la performance est aussi un comportement qui se restaure. Et donc, toute action peut être considérée comme étant potentiellement une performance, selon ce qu'on en montre, selon ce qu'on en restaure, selon un contexte. N'importe quoi peut être considéré comme si c'était une performance. De là vient le concept de « performativité » : ce qui forme performance. Les travaux philosophiques de John Langshaw Austin permettent de comprendre que le langage est la clef de ce potentiel de performance. Comme dans le cas d'une promesse, le langage permet à la performance de produire simultanément ce qu'elle énonce. Il se produit un événement, un incident, une rupture dans une continuité. Jacques Derrida, un autre philosophe, a montré que cette volonté et ce pouvoir de dire tendait à être maître de ses propres références, même si l'on constate que la performance est dans la grande majorité des cas finalement confrontée à son échec.
Mais comment peut-on dire à la fois qu'une performance doit être refaite ou restaurée et qu'elle constitue un événement unique ?... Schechner indique que, une performance étant quelque chose d'incarnée, qu'elle se passe dans une présence, que à chaque fois elle se produit dans un contexte différent, alors ses répétitions ne peuvent être identiques. Par là, sa signification est variable et plurielle. Chaque répétition est plutôt un dédoublement, qui demande au nouveau contexte de se réapproprier la performance. Par cette auto-réflexion, l'action dédoublée se montre en train de se faire, et de se refaire. C'est par ce travail qu'un processus social devient théâtre.

## Historique

### Origines

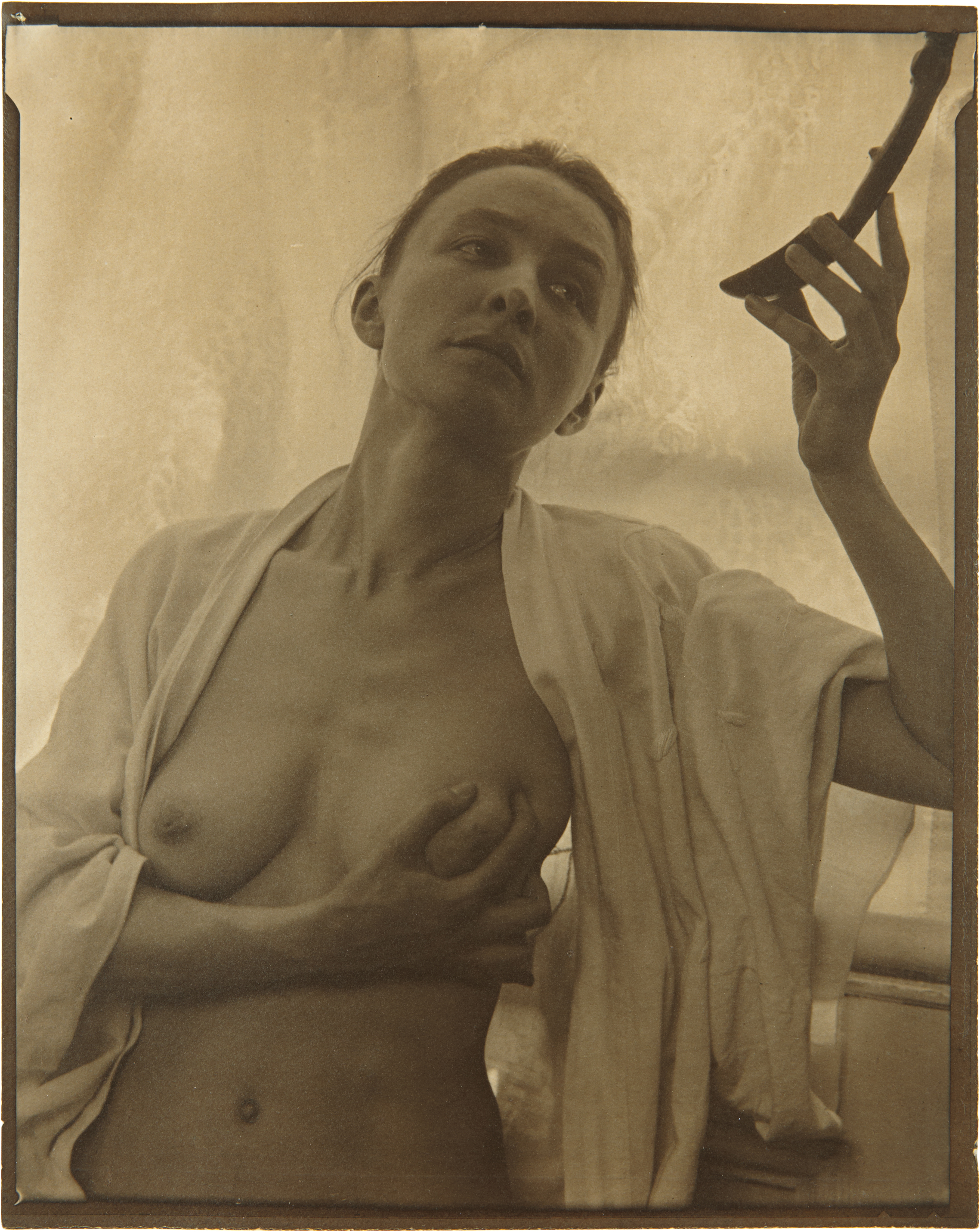
Georgia O'Keeffe, photographiée dans le cadre d'un processus de création d'une performance

Il est estimé que la performance artistique s’enracine dans la radicalité des soirées futuristes et dadaïstes du début du XXe siècle en Europe. D’autres situent ses débuts en lien avec la mise en question des visions modernistes dans les années 1960 et 1970 marquées par la contestation politique et les revendications socio-culturelles des mouvements étudiant, féministe, pacifiste, noir, hippie, gay, etc.
L'art de la performance est une forme d'expression qui est née comme une manifestation artistique alternative. La discipline a émergé en 1916 parallèlement au dadaïsme, sous le signe de l'art conceptuel. Ce mouvement a été dirigé par Tristan Tzara, l'un des pionniers du dadaïsme. Les théoriciens de l'esthétique occidentale ont fixé les origines de la performance au début du XXe siècle, avec le constructivisme, le futurisme et le dadaïsme. Le dadaïsme a été une source d'inspiration importante en raison de ses actions poétiques, qui s'écartaient des conventionnalismes. Les artistes futuristes, en particulier certains membres du futurisme russe, ont également pu être identifiés comme faisant partie du processus de lancement de l'art performance,.
Rappelant que le mot dérive du latin « pro forma » ou « per forma » pour indiquer un événement qui s’accomplit à travers une forme, Giovanni Lista souligne que le terme a été utilisé pour la première fois dans sa version moderne par les futuristes italiens, en 1914, lors d’une « soirée-événement » organisée à Naples. RoseLee Goldberg (en) applique le terme de performance au travail des futuristes comme le chef de file du futurisme, le poète italien Filippo Tommaso Marinetti, qui admirait le théâtre de variété n’ayant ni maîtres, ni dogmes mais ses propres traditions avec un mélange de cinéma et d’acrobaties, de chanson et de danse. La performance futuriste a été le résultat naturel et logique d’une conception activiste de l’art qui revendiquait une poétique de l’éphémère et une distance vis-à-vis du marché de l’art. La performance futuriste a inauguré ce qui est devenu aujourd’hui une expression artistique à part entière.
Le futurisme italien fut réinterprété dans le contexte russe comme une arme de portée générale contre l’ordre ancien, tant le régime tsariste que l’impressionnisme et le cubisme naissant. Dans ce contexte, l’éclosion de la performance en Russie était favorisée avec des artistes comme Vladimir Maïakovski, David Burliuk qui, pour ses actions, peignait son visage (1910-1920), Nikolaï Foregger, Vsevolod Meyerhold, les membres du groupe de la Blouse Bleue, Alexandre Rodtchenko et sa femme Varvara Stepanova.
Dès 1916, les artistes Hugo Ball, Emmy Hennings, Tristan Tzara, Jean Arp, Marcel Janco, Richard Huelsenbeck, Sophie Taeuber-Arp et Hans Richter entre autres furent à l’origine des premières performances au Cabaret Voltaire à Zurich. Le phénomène Dada se propagea jusqu’aux États-Unis où des artistes comme la baronne Elsa von Freytag-Loringhoven performait son quotidien défiant toute définition précise ou commode.
Au cours des années 1920, le développement de la performance en Allemagne est pour une large part le résultat de l’œuvre avant-gardiste d’Oskar Schlemmer au sein de l’école du Bauhaus à Weimar. La direction du théâtre du Bauhaus lui fut confiée après le départ de Lothar Schreyer et c’est le quatrième jour de la Semaine du Bauhaus, le 17 août 1923, que plusieurs membres de l’atelier de théâtre, qui avait fait l’objet d’un profond remaniement, donnèrent le Cabinet des figures. À travers cette pièce, Schlemmer commença à exprimer son refus d’accepter les limites des catégories de l’art. Le thème de l’Homme et la Machine occupa une place tout aussi importante dans les analyses du Bauhaus sur l’art et la technique que chez les constructivistes russes ou les futuristes italiens quelque temps auparavant.

« La performance avait fourni un moyen de prolonger le principe du Bauhaus d’« Œuvre d'art totale », et permis de donner naissance à des mises en scène à la chorégraphie et à la conception minutieuses. Elle avait directement transposé diverses préoccupations esthétiques et artistiques en un art vivant et un « espace réel ». Souvent enjouées et satiriques, les mises en scène de l'école ne furent jamais intentionnellement provocatrices ni ouvertement politiques comme l’avaient été celles des futuristes, des dadaïstes ou des surréalistes. Néanmoins, comme ces mouvements, le Bauhaus renforça l’importance de la performance comme moyen d’expression à part entière, même si à l’approche de la Seconde Guerre mondiale, ce type d’activités scéniques déclina fortement, non seulement en Allemagne mais aussi dans de nombreux autres foyers artistiques d’Europe. »

— Roselee Goldberg (en), La Performance : du futurisme à nos jours

### Cabaret Voltaire

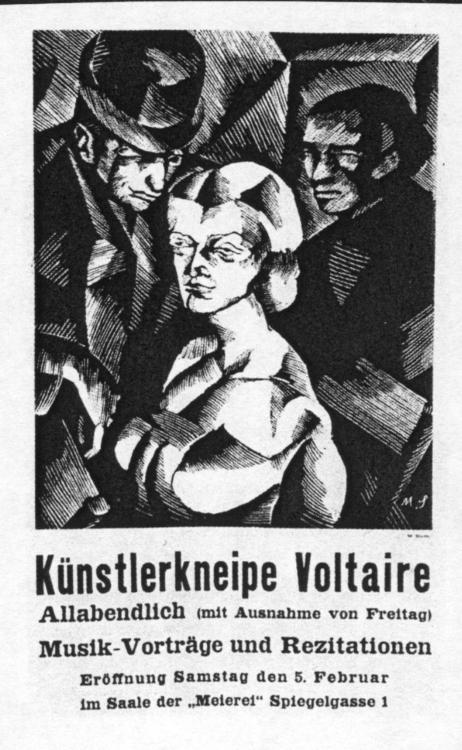
Affiche originale de la première édition du Cabaret Voltaire de Marcel Slodki (1916)

Le Cabaret Voltaire a été créé à Zurich (Suisse) par le couple d'Hugo Ball et d'Emmy Hennings à des fins artistiques et politiques. Il a été un lieu d'exploration de nouvelles tendances. Situé à l'étage supérieur d'un théâtre dont ils se moquaient dans leurs spectacles, le cabaret présentait des œuvres avant-gardistes et expérimentales. Le mouvement dadaïste aurait supposément été fondé dans ce lieu de dix mètres carrés. De plus, les surréalistes, dont le mouvement descend directement du dadaïsme, s'y réunissaient. Au cours de sa brève existence — à peine six mois à la fin de l'été 1916 — le cabaret a présenté la lecture du Manifeste dadaïste et les premières actions dadaïstes telles que des performances et présentations de poésie hybride, d'art plastique, de musique et d'actions répétitives. Certains de ses fondateurs, tels que Richard Huelsenbeck, Marcel Janco, Tristan Tzara, Sophie Taeuber-Arp et Jean Arp, ont participé à des représentations provocatrices et scandaleuses qui ont été à la base de la fondation du mouvement anarchiste appelé Dada. Le dadaïsme est né dans l'intention de détruire tout système ou toute norme établie dans le monde de l'art. C'est un mouvement anti-art, anti-littéraire et anti-poésie, qui a remis en question l'existence de l'art, de la littérature et de la poésie. Non seulement c'était une façon de créer, mais aussi de vivre : il a créé une toute nouvelle idéologie. Il était contre le concept de beauté classique (immuable), l'universalité des principes, les lois de la logique, l'immobilité de la pensée et contre tout ce qui est universel. Il prônait le changement, la spontanéité, l'immédiateté, la contradiction, l'aléatoire la défense du chaos contre l'ordre et l'imperfection contre la perfection, bref, des idées similaires à celles de l'art de performance. Les Dadaïstes représentaient la provocation, la protestation anti-art et le scandale par des moyens d'expression souvent satiriques et ironiques. L'absurde, l'absence de valeurs et le chaos ont été le moteur de leurs actions en rupture avec la forme artistique traditionnelle,.

### Maturité
La performance artistique se développe en Europe et aux États-Unis et beaucoup de mouvements, tel Fluxus, gagnent une assise internationale.
En Europe, c'est sans doute après son voyage au Japon, du 23 septembre 1952 à janvier 1954, qu'Yves Klein relancera, par ses « gestes » et « actions », l'art performance en France. Au cours de ce voyage il a peut-être vu les actions du groupe Gutaï et les premières œuvres monochromes d'Atsuko Tanaka. Yves Klein réalise un lâcher de ballons bleus en mai 1957 à la galerie Iris Clert, vente de Zones de sensibilité picturale immatérielle, en 1959. Il est un des acteurs majeurs du développement de la performance en Europe dans les années 1950 avec Piero Manzoni en Italie, et Joseph Beuys, Nam June Paik et Wolf Vostell en Allemagne. Dix ans seulement après une Seconde Guerre mondiale aux effets dévastateurs pour tout le continent, nombreux étaient ceux qui estimaient ne pouvoir accepter le contenu essentiellement apolitique de l’art informel et de expressionnisme abstrait, alors en vogue. On en vint à tenir pour socialement irresponsable l’attitude de l’artiste peignant dans son atelier comme dans une tour d’ivoire.
Aux États-Unis, en Caroline du Nord, l'école d'art le Black Mountain College contribue au développement de la performance comme pratique artistique avec les mises en scène de Spectrodrama et Danse macabre (1933).
En 1945, la performance est devenue une activité à part entière à New York, reconnue comme telle par les artistes et dépassant les provocations qui l’avaient caractérisée jusque-là.
C'est là que le mouvement des happenings est initié, avec le musicien John Cage et le danseur Merce Cunningham, par la présentation de Untitled Event en 1952, spectacle étudiant précurseur de beaucoup d’évènements artistiques à la fin des années 1950 et dans les années 1960 aux États-Unis. Mais c'est grâce à l’artiste américain Allan Kaprow et sa pièce 18 Happenings in 6 Parts, présentée à New-York en 1959 à la galerie Reuben, qu'un plus large public peut assister à un évènement de ce type. Le spectateur était sollicité par Kaprow à participer à la performance en devant suivre une série d’instructions présentées sur un programme. Le terme de « happening » n’avait alors aucune signification : il ne servait qu’à indiquer « quelque chose de spontané, quelque chose qui advient fortuitement ». Cette pièce exigea plusieurs répétitions en amont ainsi que tous les jours de la semaine où elle fut présentée avec toutefois beaucoup de maîtrise.
Ces artistes, ainsi que les membres de Fluxus tels George Brecht en 1962, initiateur du mouvement avec George Maciunas, ont continué durant les années 1960 les performances en Allemagne et aux États-Unis.
Si Dada ou le Bauhaus sont reconnus être à l'origine du mouvement de la performance, il apparut dans les années 1950 de nouvelles sources d'inspiration autour de la danse, danse comme mode de vie, danse autour des gestes quotidiens. Cette approche fut développée par la Dancers' Workshop Company, avec Anna Halprin, et influença ensuite de nombreux artistes.
La performance artistique ne s'est pas cantonnée à l'Europe et aux États-Unis : au Japon les origines de la performance artistique comme on l'entend actuellement remontent aux activités du groupe Gutaï entreprises au Japon à partir de 1954, qui se réclamèrent notamment de celles pratiquées en public à partir de cette même date par Georges Mathieu (pratique également employée par Salvador Dalí). Sur des peintures de très grand format, entailler, déchirer, mettre en pièces, brûler, projeter, lancer, laisser s'écouler ou goutter l'encre de manière aléatoire… sont les mots d’ordre de Jirō Yoshihara et de ses élèves ; qui incluent presque systématiquement le corps de l'artiste dans l'œuvre. Celle-ci étant généralement détruite dans l'action, il ne reste donc que très peu de traces des originaux. Par contre, on retrouve en nombre des traces cinématographiques, vidéo et photographiques. L'art contemporain de la « performance » s'est particulièrement épanoui au Japon en raison de la manière dont la mentalité japonaise vit la temporalité (et l'espace). L'art de la performance japonaise est à mettre en rapport, notamment, avec les notions de l'impermanence, de Mono no aware et de Ma. Par ailleurs le travail, entre autres, de la calligraphie japonaise prédispose à une forte concentration dans l'instant présent et à un « lâcher-prise » susceptible de donner naissance à l'imprévisible et à la fulgurance[réf. souhaitée].

#### Années 1960-1970
Certains considèrent « que la notion de performance est une caractéristique fondamentale de la postmodernité ».
Des artistes expérimentent de nouvelles pratiques de la performance artistique réfutant l’idée d’objet d’art au profit du concept. Dans la même lignée qu'Yves Klein, Piero Manzoni et Joseph Beuys, les artistes de performance adoptèrent leur propre corps comme matériau artistique. Les œuvres qui se focalisaient sur le corps de l’artiste devinrent connues sous l’appellation de Body art (art corporel).
En 1972, les questions fondamentales soulevées avaient été intégrées dans les nouvelles œuvres, mais les revendications en faveur d’un changement social et d’une émancipation (des étudiants, des femmes, etc.) s’étaient considérablement atténuées. Les crises monétaires et pétrolières mondiales modifièrent les modes de vie comme les préoccupations.
La galerie d’art, institution jadis rejetée parce qu’elle était accusée d’exploiter l’artiste, fut rétablie dans ses fonctions de commode débouché.

#### Actionnisme viennois
Les années 1960 ont vu l'émergence de formes artistiques actionnistes dans lesquelles on peut retrouver des éléments du happening, du théâtre, du body art et, plus tard, de la performance. Les Actionnistes viennois sont en fait des précurseurs de la performance. Par conséquent, en termes d'histoire de l'art, leurs œuvres ne sont pas considérées comme des performances typiques au sens strict du terme.

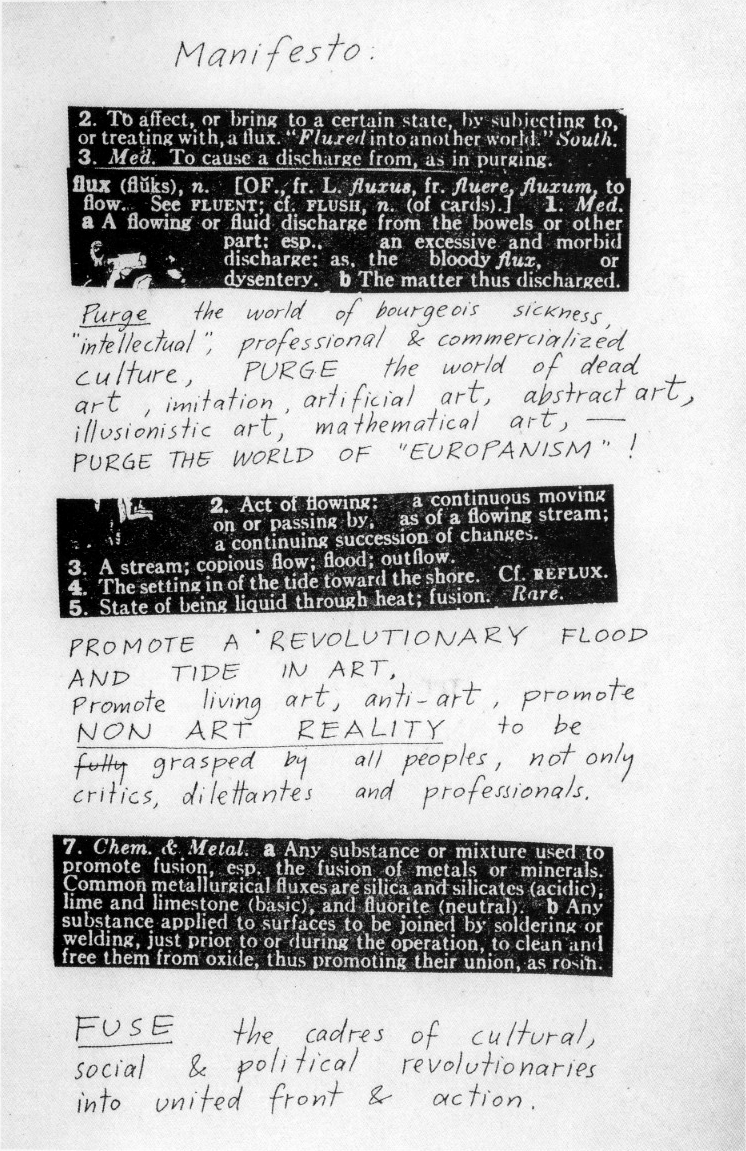
Manifeste de Georges Maciunas, Festum Fluxorum Fluxus, Düsseldorf, février 1963

Otto Muehl lui-même a distingué ses actions matérielles des happenings et de l'art en général. Bien que Muehl soit souvent considéré comme un artiste de performance, ses actions pendant sa période de théâtre d'action thérapeutique dans les années 1970 ne font pas partie de l'art de performance en tant que tel.
Rétrospectivement, on peut qualifier les six œuvres esthétiquement radicales et influentes de l'actionniste viennois Rudolf Schwarzkogle comme des performances. Entre février 1965 et l'automne 1966, il s'est presque exclusivement consacré à la photographie. À l'instar du saut dans le vide d'Yves Klein, Rudolf Schwarzkogler joue avec l'impression de la présence immédiate de l'acteur : ses photographies présentent des automutilations, réelles ou mises en scène. La plupart du temps, il ne se photographie pas lui-même, il utilise plutôt un modèle anonyme.
Rudolf Schwarzkogler est mort en 1969, en tombant d'une fenêtre. De nombreux mythes sont apparus autour de sa vie et de son œuvre, entre autres, des interprétations erronées de ses œuvres, la plupart liées aux thèmes de la castration, de l'automutilation et du suicide. Par exemple, on associe souvent l'artiste canadien fictif John Fare au travail de Schwarzkogler.

#### Happening et performance
Si la performance est définie comme un art visuel qui étend les innovations visuelles de la peinture et de la sculpture dans des dimensions telles que l'action et le temps, les happenings et les actions Fluxus, qui contiennent des éléments de performance, doivent être considérés comme des précurseurs. Selon ce point de vue (cf. Jappe), la performance en tant que forme d'art à part entière n'est apparue qu'au début des années 1970. Contrairement au Happening où il ne devrait y avoir que des participants, les artistes de performance présentent, directement ou via les médias, leur travail aux spectateurs qui ne font pas nécessairement partie des participants.
Certains artistes, dont le travail tendait déjà vers l'art action autour de la fin des années 1950 ou qui mettaient en scène des happenings dans les années 1960, se sont orientés vers la présentation de leur art sous forme de performance au début des années 1970. Par exemple, Carolee Schneemann, qui avait développé sa propre forme de happening, le "Kinetic Theater" avec un groupe d'artistes dans les années 1960, a commencé des spectacles en solo montrant de manière radicale et innovante le corps féminin comme médium artistique et donnaient aux spectateurs l'occasion de réfléchir joyeusement à leurs propres comportements sexués.
Gilbert & George sont connus sous le nom de "The Singing Sculpture" (1970). Cette œuvre les présente debout sur une table ou un piédestal le visage et les mains peints en doré, alors qu'ils chantent "Underneath the Arches". Ils posent souvent ainsi pendant des heures. Gilbert & George ont interprété de nombreuses autres œuvres, toujours reconnaissables par leurs visages sans expression et des costumes d'affaires assortis. Ils ont refusé de séparer leur art d'action de leur vie quotidienne, définissant toutes leurs activités et eux-mêmes comme une sculpture vivante ("living sculpture").
Entre 1972 et 1976, Joan Jonas a fait dialoguer vidéo et performance, élargissant les fondements esthétiques formels de la vidéo et de la performance féministes.

#### Années 1970-2000 et féminisme
Parmi les mouvements sociaux, celui du féminisme eut un rôle majeur dans le développement de la performance artistique. Des femmes artistes ont trouvé dans ce médium, un moyen adapté à leur volonté de s’exprimer. Mettre à mal les codes culturels va lier les femmes au corps, comme terrain expérimental. La génération active dès la seconde moitié des années 1960 s’attache à la reconnaissance des expériences et de la culture propres aux femmes, à la réévaluation de leurs apports à l’histoire de l’art et à la remise en cause des canons traditionnels. Les participantes décodent également qu’elles ont été conditionnées collectivement depuis le plus jeune âge à la conscience permanente de leur corps. En d’autres mots, elles ont dû exagérer leur féminité pour être valorisées aux yeux des hommes et des autres femmes. L’approche du corps comme un thème à part entière souligne l’imbrication du mouvement féministe.
Pratique éphémère, engagement, dématérialisation, subjectivité, le corps de l’artiste est un instrument de perception, de connaissance et de fabrication. On parle de corps-outil utilisé comme site de marquage, témoin, accessoire.
Dans ce contexte politique et social particulier des années 1960 et 1970, certaines de ces performances filmées contenaient par conséquent un fort caractère politique. À cette période, la vidéo est fraîchement arrivée sur le marché. Ce médium permet aux artistes d’enregistrer, de diffuser et d’étudier leurs performances. L’émergence de la vidéo-art coïncide avec la libération sexuelle des années 1960. C’est une ère dans laquelle les artistes féministes, ayant pour but de redresser la position de la femme dans la société, se sont approprié la nouvelle technologie. Dans l’histoire de l’émergence de la vidéo la voix des femmes pouvait être clairement entendue. Pratique nouvelle, elle n’imposait aucun modèle mâle pouvant oppresser la production des artistes femmes. 
C’est notamment aux États-Unis et en Europe que ces performances féministes ont eu lieu avec des artistes créatrices de pièces « fortes ». Helena Almeida, Lynda Benglis, VALIE EXPORT, Gina Pane, Rebecca Horn, Shigeko Kubota, Yayoi Kusama, Ana Mendieta, Yoko Ono, ORLAN, Martha Rosler, Niki de Saint Phalle, Carolee Schneemann, Nil Yalter appartiennent à cette génération d’artistes.
Au Brésil, à partir de 2005 Danielle Anotólio actrice et performeuse afro-brésilienne, crée des forums de performances pour les femmes, avec l'objectif de favoriser la présence d'artistes de la scène afro-brésilienne.

Femmes et performances
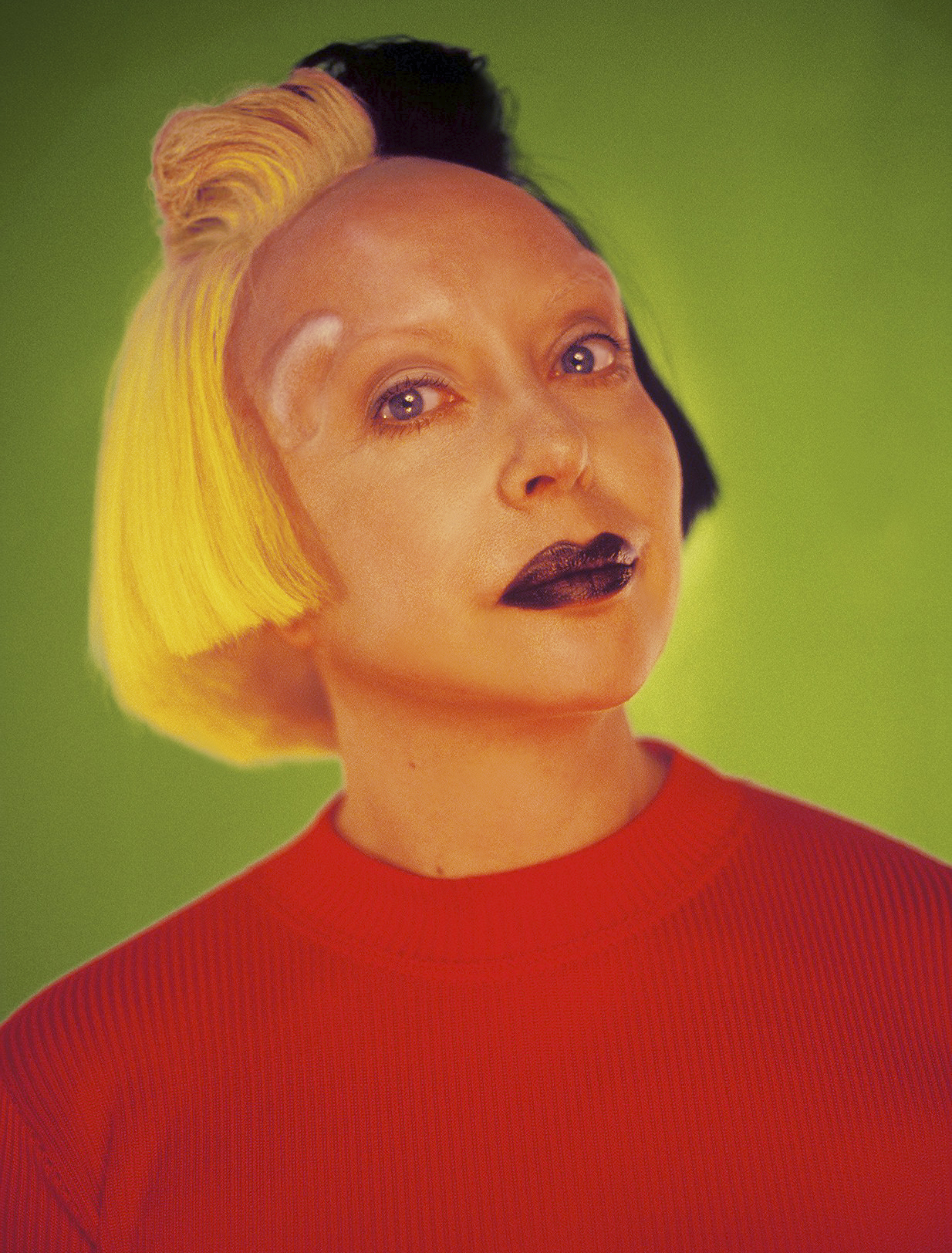
Orlan
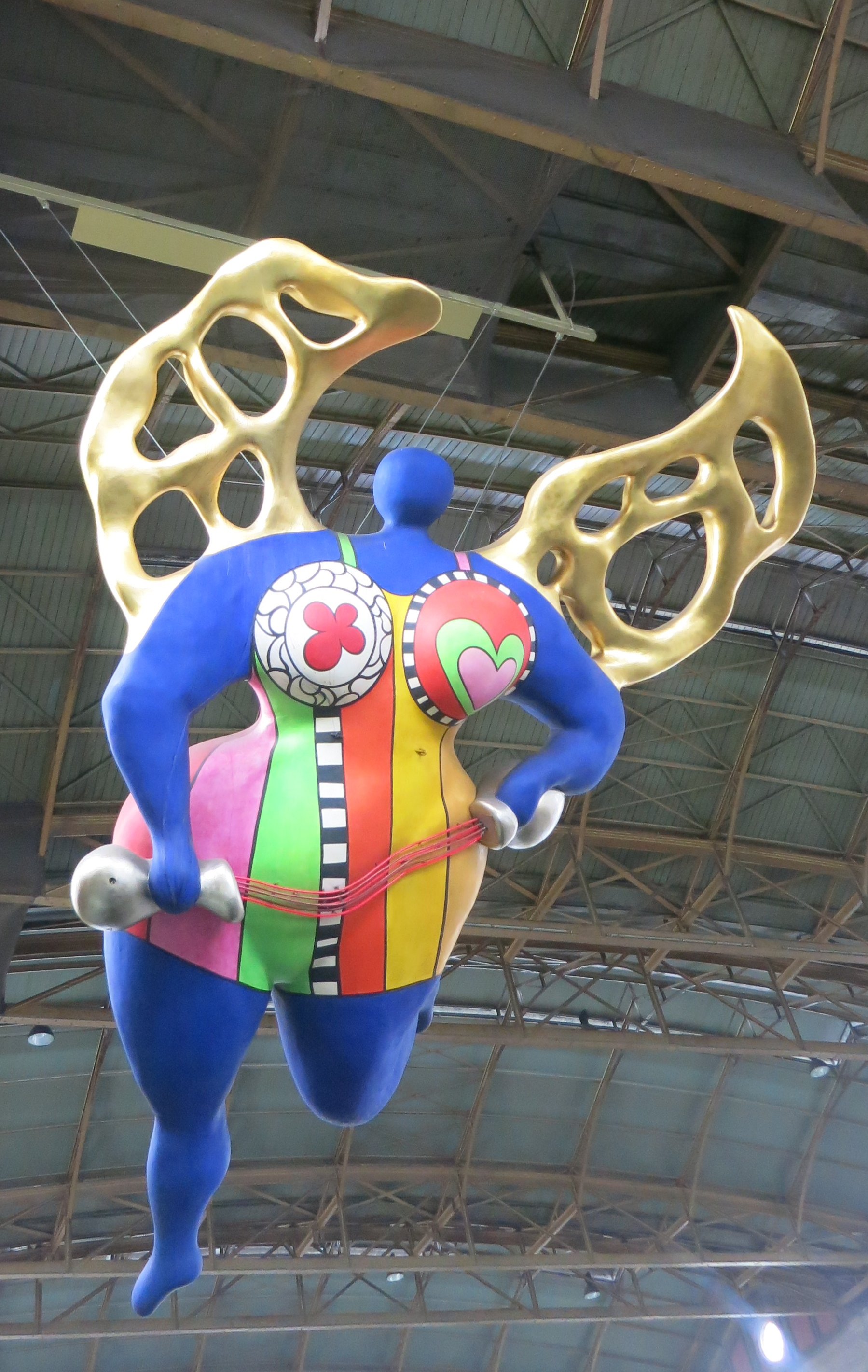
Une œuvre de Niki Saint Phalle

## Reenactment
Le reenactment se définissant littéralement par « reconstitution historique », est une méthode consistant à recréer certains aspects d’un événement passé, d’une période historique ou d’un mode de vie précis. La réanimation du passé par l’expérience physique et psychologique se fait à travers un discours basé sur le corps. Selon Agness Vagnew, l’attrait du reenactment, sa charge implicite pour démocratiser la connaissance historique et sa capacité pour trouver les modes nouveaux et inventifs de représentation historique suggèrent qu’il y ait aussi une contribution à l’historiographie académique.
Le reenactment se pratique dans divers champs d’activité et notamment dans celui de la performance artistique. La quantité de photographies, de vidéos, de témoignages varie en fonction des performances passées : alors que le public s’était vu interdire par Gina Pane la possibilité de prendre des photographies, l’artiste avait cependant attribué ce rôle à une professionnelle de la photographie publicitaire, Françoise Masson ; tandis que d’autres artistes pionniers de la performance ont rarement cherché à concevoir et à organiser une documentation de façon méticuleuse » note Pierre Saurisse, citant VALIE EXPORT qui note pour sa part que « la documentation n’avait pas autant d’importance à l’époque ».
Les artistes contemporains qui choisissent de reconstruire ces œuvres passées, ont des buts divers. On peut penser notamment à la volonté de réactualiser des messages dans un contexte politique et social différent.
En 2005, dans le contexte de l’exposition 7 Easy Pieces au Guggenheim, l’artiste Marina Abramović propose un modèle propre au reenactment de performances instauré avec un certain nombre de conditions :
- Demander l’autorisation à l’artiste.
- Payer les droits d’auteur à l’artiste.
- Produire une nouvelle interprétation de l’œuvre.
- Exposer les matériaux originaux : photographies, vidéo, reliques, etc.
- Exposer une nouvelle interprétation de l’œuvre.

Certains artistes reprennent des performances caractéristiques des années 1960 et 1970, à l’époque de l’émergence de la seconde vague du mouvement féministe.
Parmi ces artistes qui ont performé la nécessité de la femme de se libérer des codes que la société moderniste lui a imposé, certains comme la japonaise Yoko Ono (Cut Piece en 1964 à Tokyo et Kyoto, en 1965 à New York, en 1966 à Londres (pendant la guerre du Viêt Nam) et en 2003 au Théâtre du Ranelagh à Paris) (en réponse aux événements du 11 septembre) ; et Carolee Schneemann (Interior Scroll en 1975 et Interior Scroll - The Cave en 1995 où l’artiste et sept autres femmes nues performent la pièce de 1975 chacune lisant un texte sur un rouleau tout en l’extirpant de son vagin) ont performé à nouveau leur propre pièce, dans des lieux, des situations et des contextes différents.
D’autres artistes reconstituent des performances historiques d’autres artistes. Parmi eux, Marina Abramović, grande figure de l'art corporel avec son partenaire Ulay (par exemple The Lovers Walk on the Great Wall, 1988), a livré lors de l’exposition 7 Easy Pieces (2005) au Guggenheim de New York, durant cinq soirées et nuits, son interprétation de quelques performances historiques qui marquent en profondeur l’histoire de cette forme d’expression : Body Pressure de Bruce Nauman (1974), Seedbed de Vito Acconci (1972), Aktionhose : Genitalpanik de VALIE EXPORT (1969), Conditionnement (« Autoportrait(s) » partie 1) de Gina Pane (1972), Comment expliquer les tableaux à un lièvre mort (Wie man dem totem Hasen die Bilder erklärt) de Joseph Beuys (1965). Les deux dernières nuits de l’évènement étaient consacrées à des performances personnelles Lips of Thomas (1975) et Entering the Other Side qu'elle présente pour la première fois. Pour cette exposition, Marina Abramović a respecté ses consignes demandant l’autorisation et il s’avère que le comité de Gina Pane n’a rendu possible qu’une partie de la restitution de la performance de Gina Pane. Bien qu’issues du passé ces performances n’en restaient pas moins soumises à l’interprétation de l’artiste reenacter puisque celle-ci les allongea sur une durée de sept heures.

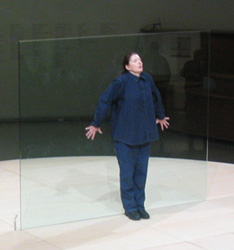
Marina Abramović performant Body Pressure de Bruce Naumann (1974) au Guggenheim de New York, en 2005, lors de l'exposition « 7 Easy Pieces ».

Sa démarche veut instaurer un meilleur dialogue entre les différentes générations des artistes de la performance et garantir une position plus claire de la performance comme pratique artistique. « Elle a souhaité ouvrir avec le public une discussion sur la possibilité de traiter ces gestes autrefois accomplis, parfois ces paroles déjà prononcées, à la façon d’une pièce de musique à réinterpréter note Anne Tronche dans la préface de La performance : entre archives et pratiques contemporaines. Considérant qu’un grand nombre de jeunes performers se saisissent depuis les années 1980 d’un répertoire marqué à l’origine par un engagement intensif sans citer leurs sources, elle a considéré qu’il relevait d’un travail de mémoire de fixer à nouveau dans les consciences ce qui fut la grande ambition idéologique, poétique et sociale d’un art dont le fondement fut toujours anarchique et magnifiquement rebelle ».
D’autres artistes ont eu recours à cette pratique du reenactment. Parmi elles, l’artiste cubaine Tania Bruguera a reconstitué toutes les performances documentées d’Ana Mendieta. Dans un souci de restitution de l’œuvre de la défunte artiste dans la mémoire collective cubaine. Pour que seules les traces des performances originelles persistent, Bruguera a détruit toute la documentation de ces reenactments qu’elle avait intitulée du nom d’Ana Mendieta, du même titre mais changeant la date d’exécution.
Dans une interview avec l’historienne américaine RoseLee Goldberg lors de l’exposition monographique, T. Bruguera confie que c’est également dans un souci d’apprentissage de la pratique de la performance et de la documentation de celle-ci qu’elle a usé du reenactment.
Dans ce souci d’apprentissage en puisant à la source, l’artiste d’origine philippine Lilibeth Cuenca Rasmussen, vivant à Copenhague, a repris et réinterprété des performances de cette période. En effet, issue du département arts visuels de l’Université de Copenhague au Danemark, Lilibeth Rasmussen n’y connaissait rien à la performance artistique. En s’inspirant d’artistes comme Yayoi Kusama, Lynda Benglis, ORLAN, Yoko Ono, Shigeko Kubota, elle fut à même de saisir les enjeux d’une telle pratique à cette époque. Lorsque celle-ci s’informa sur l’œuvre de ces artistes, la documentation et les traces demeuraient très pauvres. Avec le peu de support fourni, elle s’est donnée à une interprétation de ces performances historiques dans ces pièces « Nevermind Pollock » dans How to break the Great Chinese Wall et The Void.

## Artistes les plus célèbres
Artistes au moins cités dans l'index de La Performance du futurisme à nos jours, deRoselee Goldberg (en).
- Marina Abramović
- Vito Acconci
- Abel Azcona
- Chris Burden
- John Cage
- George Maciunas (initiateur du mouvement Fluxus)[44]
- Joseph Beuys (Coyote : I like America and America likes me)
- George Brecht (créateur des Events)
- COUM Transmissions
- Danny Devos
- Valie Export
- Yves Klein (Anthropométries)
- Allan Kaprow
- Charlotte Moorman (Happening, Fluxus, Art corporel)
- Otto Muehl (actionnisme viennois)
- Hermann Nitsch (actionnisme viennois)
- Yoko Ono (Fluxus)
- Nam June Paik
- Gina Pane
- Gian Carlo Riccardi
- Carolee Schneemann (Art corporel)
- Wolf Vostell (Happening, Fluxus)
- Gilbert et George (duo critiquant la société anglaise et la religion)
- Deborah De Robertis
- Ulay
- Paul McCarthy

### Documentaires
- Système K, film de Renaud Barret sur le développement de l'art de la performance à Kinshasa [45],[46],[47].